# Mascha Kaléko

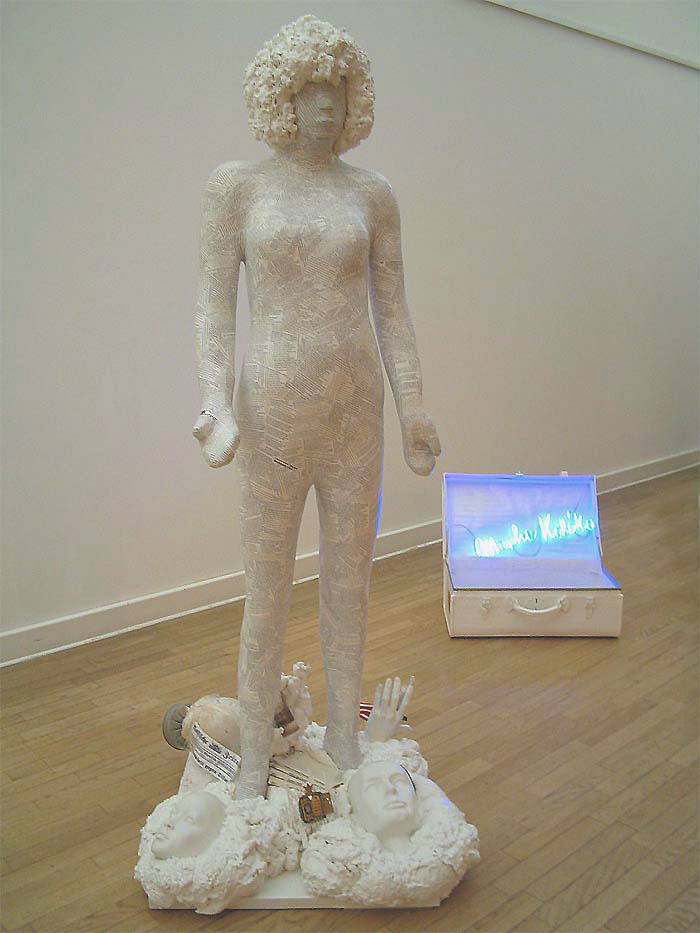
Mascha Kaléko installáció (2 részes) Rengha Rodewill, Georg Kolbe Múzeum Berlin, 2007

Mascha Kaléko (eredetileg Golda Malka Aufen Schidlow (a település akkori neve az Osztrák–Magyar Monarchiában) 1907. június 7. – Zürich 1975. január 21.) zsidó származású német költőnő.
Mascha Kaléko apja Oroszországból, anyja Galíciából származott. Anyja két leányával 1914-ben költözött Németországba és M. Kaléko Frankfurt am Mainban kezdett iskolába járni. 1916-ban Marburgba költöztek, majd 1918 után Berlinbe. Szülei csak 1922-ben házasodtak össze. Az érettségi után egy zsidó betegkasszánál (Arbeiterfürsorgeamt der jüdischen Organisationen Deutschlands) helyezkedett el és filozófiát valamint pszichológiát tanult a Lessing-Főiskolán és a mai Humboldt Egyetemen. 1928. július 31-én megházasodott, férje Saul Aaron Kaléko - egy berlini héber tanár lett. A házasságot tíz évvel később felbontották, második férje Chemjo Vinaver lett, lengyelországi zsidó származású karmester. 1938-ban férjével és gyermekével New Yorkba menekült, majd 1960-ban Jeruzsálembe költözött. Első versei 1929-ben jelentek meg Berlinben, könyveit Ernst Rowohlt, egy későbbi nagy kiadócég alapítója adta ki. Kaléko verseire az 1920-as évek Németországában elterjedt ún. „használati-költészet” hangvétele jellemző; hóbortos, kérkedő de mégis szentimentális. Heinrich Heine és Erich Kästner stílusában verselt a nagyvárosi élet pillanatairól, költeményei ismertek és kedveltek voltak. A felfelé ívelő karriernek a náciuralom vetett véget, könyveit sok más zsidó származású íróéval együtt 1935-ben nyilvánosan elégették. A háború után, később megjelent kötetek már messze nem voltak olyan sikeresek.

## Legfontosabb művei
- Das lyrische Stenogrammheft. Verse vom Alltag, 1933
- Kleines Lesebuch für Große, 1935
- Verse für Zeitgenossen, 1945
- Verse in Dur und Moll, 1967
- Das himmelgraue Poesie-Album, 1968
- Hat alles seine zwei Schattenseiten, 1973
- In meinen Träumen läutet es Sturm. Gedichte und Epigramme aus dem Nachlaß, 1977